# Касадо, Хосе
Хосе Мануэль Касадо Бискочо (исп. José Manuel Casado Bizcocho; род. 9 августа 1986, Кория-дель-Рио, Испания) — испанский футболист, защитник.

## Клубная карьера
Касадо начал карьеру в клубе «Кориа» из своего родного города. В 1998 году он перешёл в молодёжную академию клуба «Севилья». В 2001 году Хосе покинул Андалусию, чтобы попробовать силы в академии «Барселоны». С 2004 по 2006 год он выступал за «Барселону C», а после вернулся в родной город и вскоре оказался в «Севилье». Касадо выступал в основном за дублирующую команду «Севилья Атлетико». 11 ноября 2007 года в матче против «Вильярреала» он дебютировал за «Севилью» в Ла Лиге. В 2008 году на правах аренды Хосе перешёл в «Рекреативо». 2 ноября в поединке против «Хетафе» он дебютировал за новую команду. По окончании сезона он вернулся в «Севилью», но вновь был отдан в аренду. Новым клубом Хосе стал «Херес». 20 сентября в матче против мадридского «Реала» он дебютировал за новую команду.
В 2010 году Касадо перешёл в «Райо Вальекано», подписав контракт на два года. 29 августа в матче против «Нумансии» он дебютировал за новый клуб. В этой же встрече он забил свой первый гол за команду. За два году в Мадриде Хосе приобрел славу очень грубого защитника, получив 42 желтых и две красных карточки.
Зимой 2014 года Касадо перешёл в «Малагу», подписав соглашение по системе «2+3».